# Baptisia
Baptisia là một chi thực vật họ Đậu gồm khoảng 35 loài.
Baptisia là thức ăn của ấu trùng các loài thuộc Lepidoptera bao gồm Schinia jaguarina.

## Các loài
- Baptisia alba (L.) Vent.
- Baptisia albescens Small
- Baptisia arachnifera W.H.Duncan
- Baptisia australis (L.) R.Br.
- Baptisia bicolor Greenman & Larisey
- Baptisia bracteata Elliott
- Baptisia bushii Small
- Baptisia calycosa Canby
- Baptisia cinerea (Raf.) Fernald & B.G.Schub.
- Baptisia confusa Pollard & Ball
- Baptisia cuneata Small
- Baptisia deamii Larisey
- Baptisia elliptica Small
- Baptisia fragilis Larisey
- Baptisia fulva Larisey
- Baptisia gibbesii Small
- Baptisia hirsuta Small
- Baptisia hugeri Small
- Baptisia intercalata Larisey
- Baptisia intermedia Larisey
- Baptisia lactea (Raf.) Thieret
- Baptisia laevicaulis(Canby) Small
- Baptisia lanceolata (Walter) Elliott
- Baptisia lecontei Torr. & A.Gray
- Baptisia leucantha
- Baptisia leucophaea Nutt.
- Baptisia macilenta Small ex Larisey
- Baptisia megacarpa Torrey & A.Gray
- Baptisia minor
- Baptisia nuculifera Greene
- Baptisia nuttalliana Small
- Baptisia oxyphylla Greene
- Baptisia pendula Larisey
- Baptisia perfoliata (L.) R.Br. in W.T.Aiton
- Baptisia pinetorum Larisey
- Baptisia psammophila Larisey
- Baptisia riparia Larisey
- Baptisia saligna Greene
- Baptisia simplicifolia Croom
- Baptisia sphaerocarpa Nutt.
- Baptisia stricta Larisey
- Baptisia sulphurea Englem.
- Baptisia texana Pollard & Ball
- Baptisia tinctoria (L.) R.Br. in W.T.Aiton
- Baptisia vespertina Small ex Rydb.
- Baptisia viridis Larisey
- Baptisia × intermedia Larisey
- Baptisia × variicolor Kosnik, Diggs, Redshaw & Lipscomb

## Hình ảnh

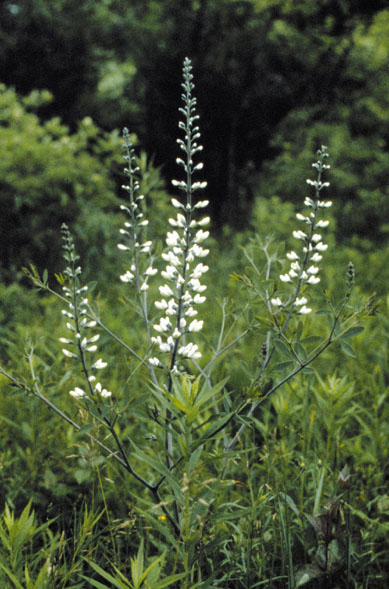
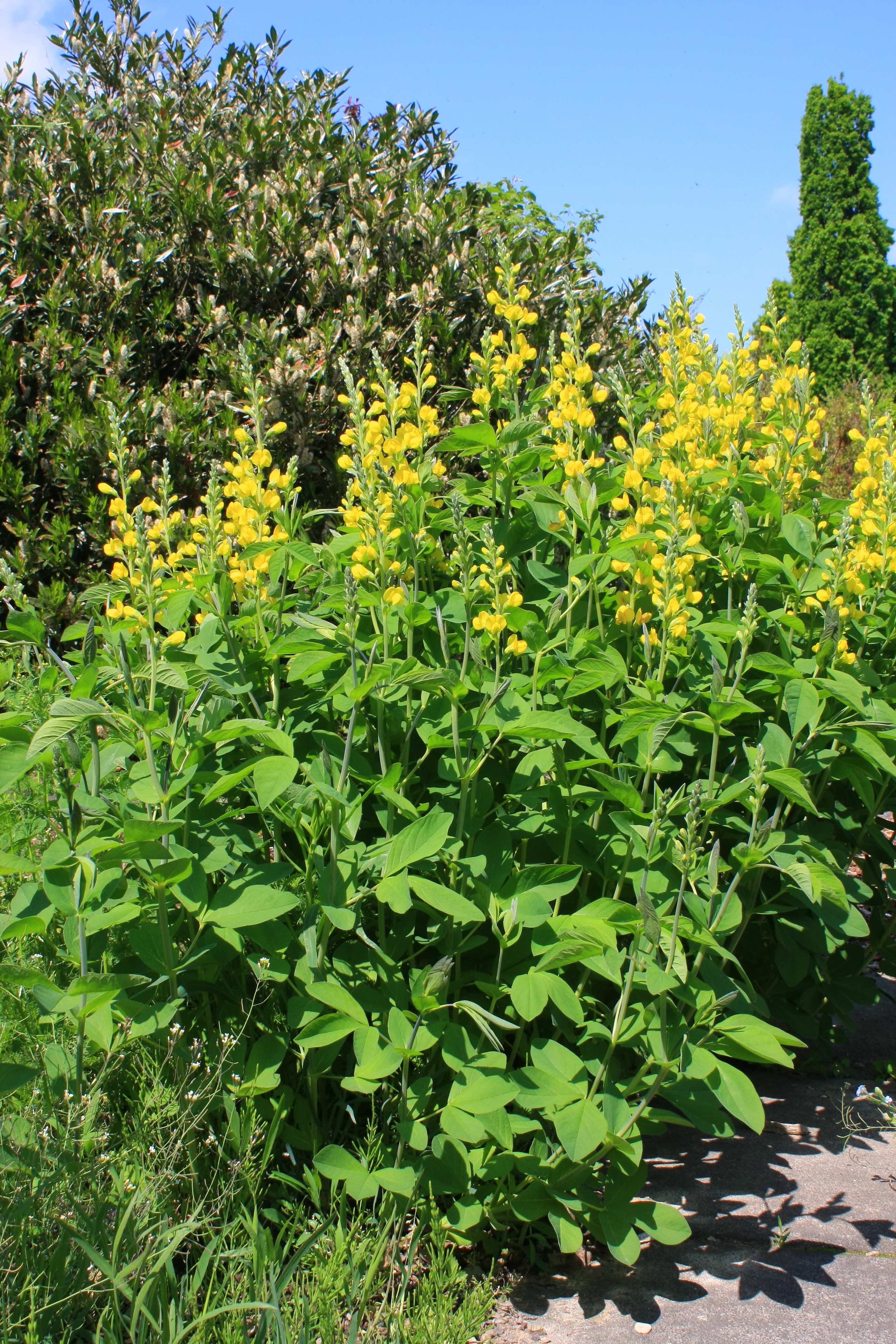
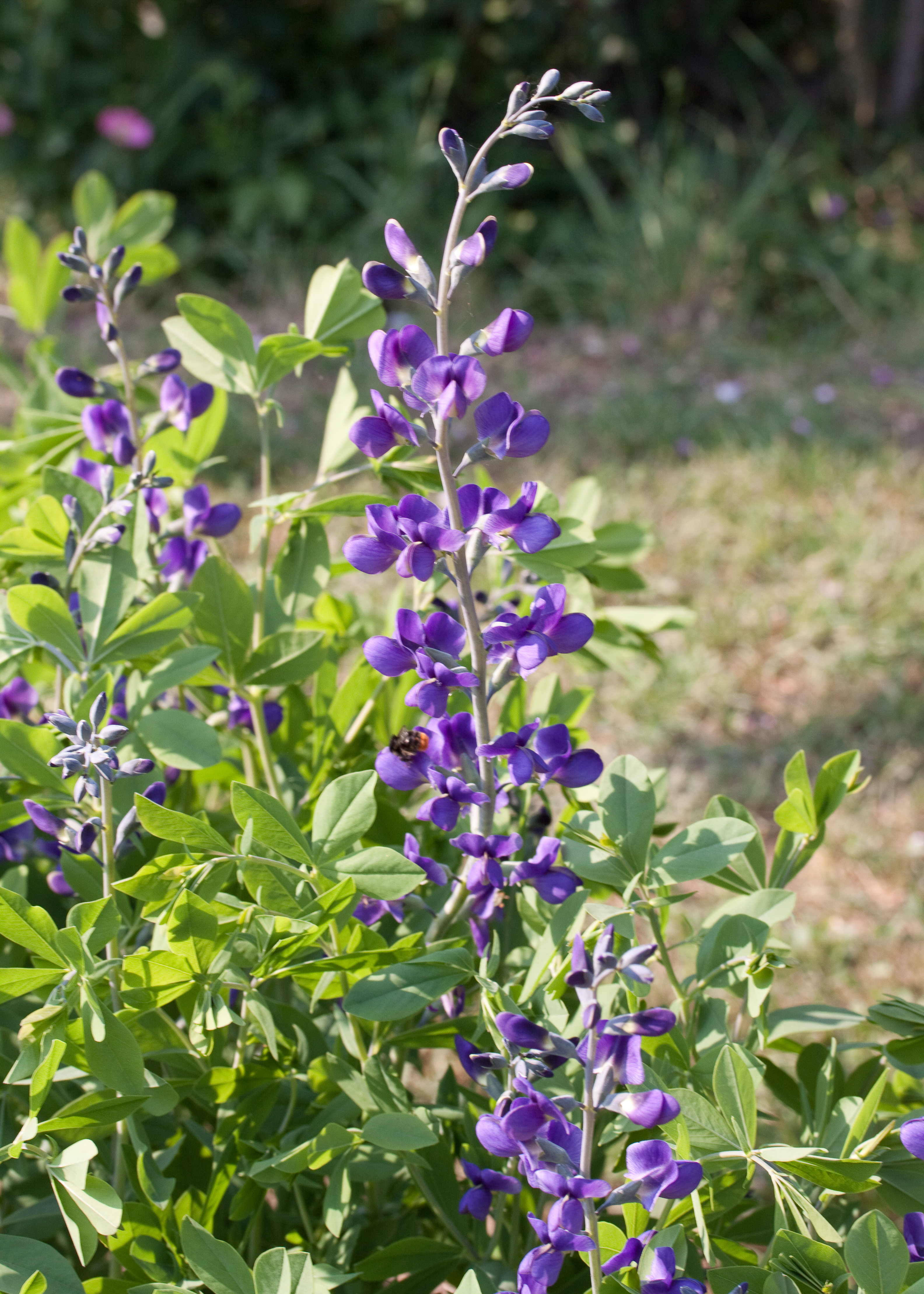
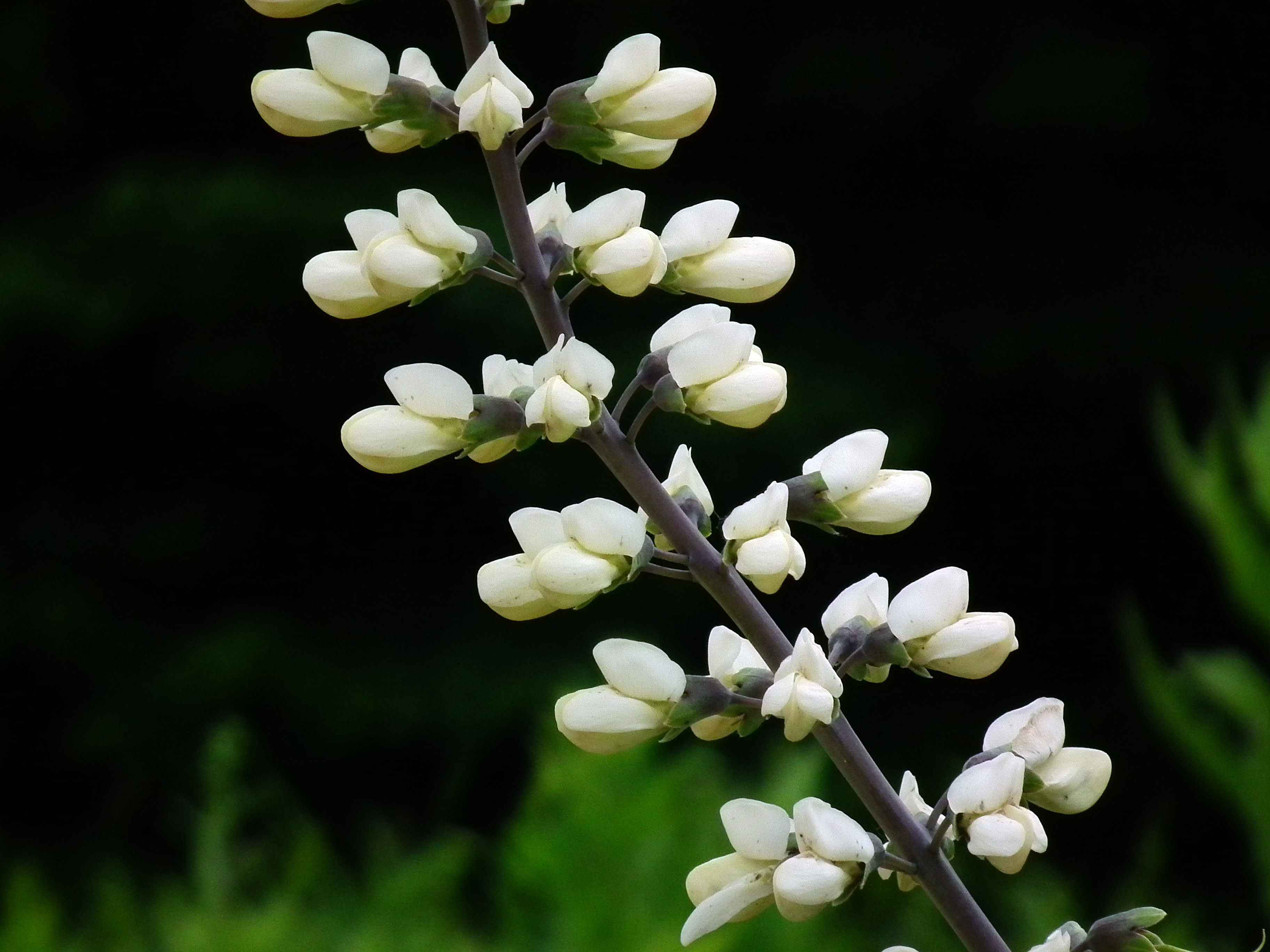